# ミケル・ディスケルド
ミッケル・モーゲンスター・ポールセン・ディスケルド（Mikkel Morgenstar Pålssønn Diskerud、1990年10月2日 - ）は、ノルウェーとアメリカ合衆国国籍のサッカー選手。元アメリカ合衆国代表。ポジションはMF。
Kリーグ時代の登録名はミックス（ハングル: 믹스）。この「ミックス」のニックネームは彼の母親が彼が歩き方を覚えている時にまるでミキサーのように力を有り余らせて家中を駆け回った事から名付けた物である。

## 経歴

### スターベク
オスロでノルウェー人の父と米国人の母の間に生まれた。フリッグ・オスロFKの下部組織に入った後に、地域のトーナメントの際にスターベクIFに発見された。2005年にスターベクの下部組織に入団、同時にノルウェーエリートスポーツカレッジに加入した。2006シーズンにオッドセンリーガエンに所属するBチームで選手として初出場、翌シーズンまでBチームのレギュラーを務めた。2008年にはU-19のノルウェー・ジュニアカップを制覇した。
トップチームでは2008年のノルウェー・カップ、ヴェストフォッセンIF戦で初出場。2009年のラ・マンガ・カップでスターティングイレブンに抜擢され、第1試合開始2分で得点した。スーペルフィナーレン2009では控えとして出場し、チームの勝利に貢献した。2009シーズンの開幕戦ではベンチであったものの、第2節のSKブラン戦で途中出場すると84分に試合を振り出しに戻す得点をし、レギュラーの座を獲得していった。

### ヘント
2011-12シーズン後半はジュピラー・プロ・リーグのKAAヘントにレンタル移籍した。

### ローゼンボリ
2012年8月には同年末までの契約でローゼンボリBKに移籍。2012年末のポートランド・ティンバーズへの移籍が失敗に終わったため、ローゼンボリとの契約を延長した。
2013年のノルウェー・カップ決勝では同点弾を撃ちこんだものの、結局その点は気休めにしかならずその後モルデFKに得点をされ4-2で敗れた。

### ニューヨーク・シティ
2015年1月にはメジャーリーグサッカーのニューヨーク・シティFCに移籍。オーランド・シティSC戦で初得点を飾った。

### IFKヨーテボリ
2017年3月、IFKヨーテボリにレンタル移籍した。

### マンチェスター・シティ
2018年1月、マンチェスター・シティFCに4年半の契約で移籍した。直後にヨーテボリにレンタルで復帰した。

### 蔚山現代
2018年7月18日、蔚山現代にレンタル移籍した。

### 代表

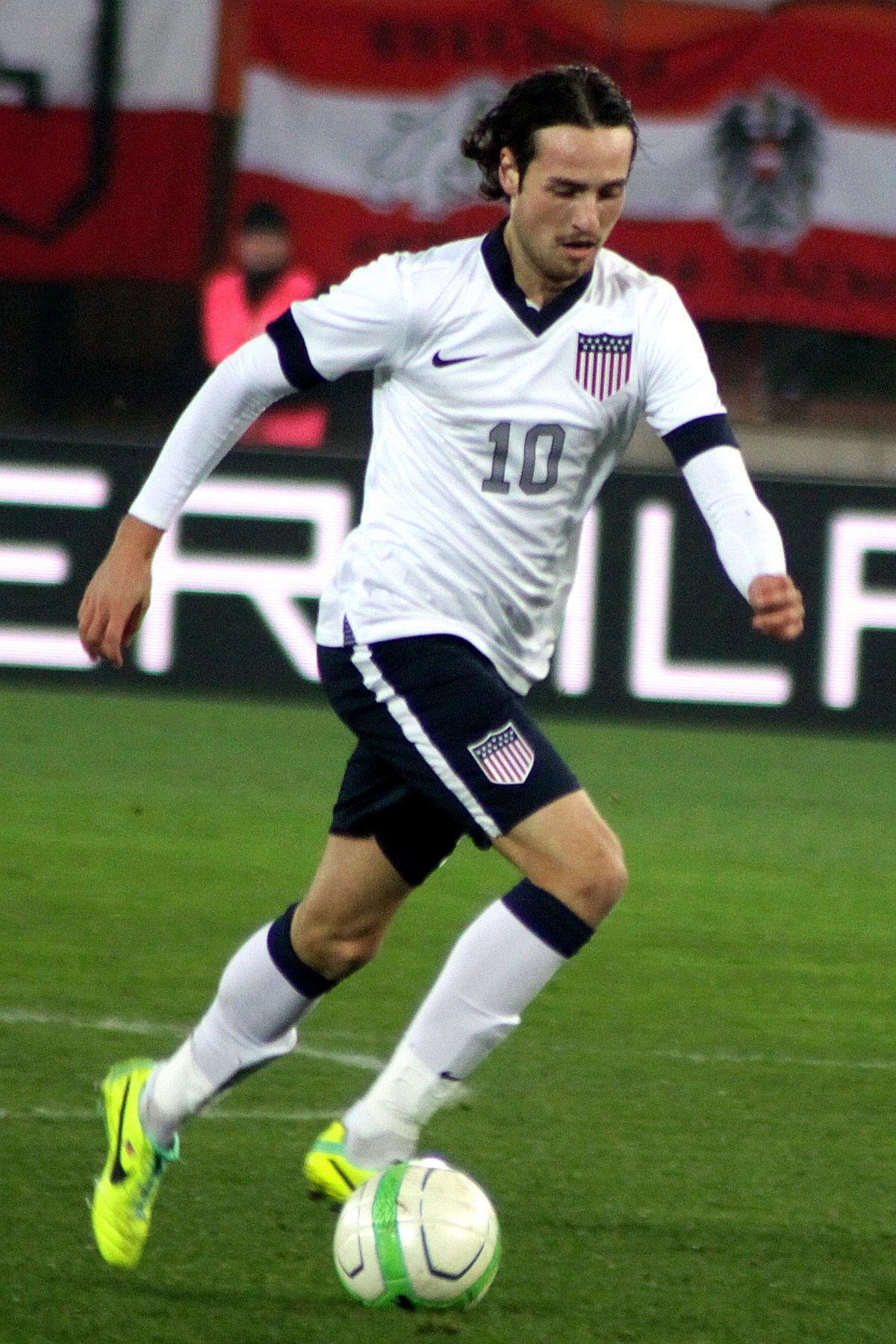
アメリカ合衆国代表でのディスケルド

彼の母はアリゾナ州の出身であったので、ノルウェーのみならずアメリカ合衆国の代表も選択する事が出来た。ノルウェーでプレイしている最中にアメリカ合衆国U-20代表監督のトーマス・ロンゲンが彼に接触、アメリカ合衆国の身分証を持っているかと尋ねたところ彼は「持っている」と答えた。これによって2008年4月、アメリカ合衆国U-20代表に招集され、北アイルランドU-20代表戦で3アシストを記録した。その一ヶ月後にはノルウェーU-18代表としてアメリカ合衆国U-18代表と対戦している。2008年2月、将来の代表について問われるとどちらの代表でも気にしない、早い者勝ちと発言した。2009年3月にノルウェーU-19代表で出場した。彼はその後アメリカ合衆国から招集を受けそうではあったものの2008年のユース選手権以来招集が無かったと述べている。
2009年5月、スターベクでの活躍によってアメリカ合衆国U-20代表の合宿に招集された。しかしスターベクでのポジションもあり、更にノルウェーはシーズン中であったためにこれを断った。しかしながら翌6月にはエジプトに渡りエジプトU-20代表戦に出場、得点もした。このエジプト戦によってアメリカ合衆国代表への道を選択した彼は「僕はノルウェー人であり米国人だ。両方の代表で出場したいけど出来ないね。」と述べた。
2010年にA代表初出場、その後2013 CONCACAFゴールドカップのメンバーとして米国に優勝をもたらした。その後、2014 FIFAワールドカップのメンバーにもなったものの出場機会は無かった。

## 個人成績
2017年4月4日現在

### クラブ
| 2008         | スターベク    |              | エリテ             | 0        | 0        | 2            | 0            | 2        | 0        |
| 2009         | スターベク    | 21           | エリテ             | 21       | 3        | 4            | 1            | 25       | 4        |
| 2010         | スターベク    | 21           | エリテ             | 30       | 4        | 3            | 2            | 33       | 6        |
| 2011         | スターベク    | 21           | エリテ             | 30       | 3        | 3            | 0            | 33       | 3        |
| ベルギー     | ベルギー      | ベルギー     | ベルギー           | リーグ戦 | リーグ戦 | ベルギー杯   | ベルギー杯   | 期間通算 | 期間通算 |
| 2011-12      | ヘント        | 21           | プロ               | 6        | 0        | 0            | 0            | 6        | 0        |
| ノルウェー   | ノルウェー    | ノルウェー   | ノルウェー         | リーグ戦 | リーグ戦 | ノルウェー杯 | ノルウェー杯 | 期間通算 | 期間通算 |
| 2012         | ローゼンボリ  | 42           | エリテ             | 11       | 1        | 0            | 0            | 11       | 1        |
| 2013         | ローゼンボリ  | 42           | エリテ             | 26       | 2        | 5            | 1            | 31       | 3        |
| 2014         | ローゼンボリ  | 42           | エリテ             | 22       | 2        | 2            | 0            | 24       | 2        |
| アメリカ     | アメリカ      | アメリカ     | アメリカ           | リーグ戦 | リーグ戦 | USオープン杯 | USオープン杯 | 期間通算 | 期間通算 |
| 2015         | NYC           | 10           | MLS                | 27       | 3        | 1            | 0            | 28       | 3        |
| 2016         | NYC           | 10           | MLS                | 12       | 1        | 1            | 0            | 13       | 1        |
| スウェーデン | スウェーデン  | スウェーデン | スウェーデン       | リーグ戦 | リーグ戦 | オープン杯   | オープン杯   | 期間通算 | 期間通算 |
| 2017         | IFKヨーテボリ | 42           | アルスヴェンスカン | 29       | 5        | 1            | 0            | 30       | 5        |
| 2018         | IFKヨーテボリ | 42           | アルスヴェンスカン | 12       | 2        | 4            | 2            | 16       | 4        |
| 通算         | ノルウェー    | ノルウェー   | エリテ             | 140      | 15       | 19           | 4            | 159      | 19       |
| 通算         | ベルギー      | ベルギー     | プロ               | 6        | 0        | 0            | 0            | 6        | 0        |
| 通算         | アメリカ      | アメリカ     | MLS                | 39       | 4        | 2            | 0            | 41       | 4        |
| 通算         | スウェーデン  | スウェーデン | アルスヴェンスカン | 41       | 7        | 5            | 2            | 46       | 9        |
| 総通算       | 総通算        | 総通算       | 総通算             | 226      | 26       | 26           | 6            | 252      | 32       |

## 代表歴

### 出場大会
- アメリカ代表
  - 2014 FIFAワールドカップ

### 試合数
- 国際Aマッチ 38試合 6得点（2010年-2016年）[30]

| アメリカ代表 | 国際Aマッチ | 国際Aマッチ |
| 年           | 出場        | 得点        |
| ------------ | ----------- | ----------- |
| 2010         | 1           | 0           |
| 2011         | 1           | 0           |
| 2012         | 1           | 1           |
| 2013         | 13          | 1           |
| 2014         | 9           | 3           |
| 2015         | 11          | 1           |
| 2016         | 2           | 0           |
| 通算         | 38          | 6           |

### 得点
| #  | 日附           | 場所                                             | 対戦相手         | 得点 | 結果 | 大会                        |
| -- | -------------- | ------------------------------------------------ | ---------------- | ---- | ---- | --------------------------- |
| 1. | 2012年11月14日 | クラスノダール・クバン・スタジアム               | ロシア           | 2–2  | 2–2  | 親善試合                    |
| 2. | 2013年7月21日  | ボルチモア・M&Tバンク・スタジアム                | エルサルバドル   | 5–1  | 5–1  | 2013 CONCACAFゴールドカップ |
| 3. | 2014年5月27日  | サンフランシスコ・キャンドルスティック・パーク   | アゼルバイジャン | 1–0  | 2–0  | 親善試合                    |
| 4. | 2014年10月10日 | イーストハートフォード・レンチュラー・フィールド | エクアドル       | 1–0  | 1–1  | 親善試合                    |
| 5. | 2014年11月18日 | ダブリン・アビバ・スタジアム                     | アイルランド     | 1–1  | 1–4  | 親善試合                    |
| 6. | 2015年6月10日  | ケルン・ラインエネルギーシュタディオン           | ドイツ           | 1–1  | 2–1  | 親善試合                    |

## タイトル

### クラブ
スターベク
- スーペルフィナーレン: 2009

### 代表
アメリカ合衆国
- CONCACAFゴールドカップ: 2013